# Tylosurus
Ne doit pas être confondu avec Tylosaurus.
Genre
Tylosurus est un genre de poissons de la famille des Belonidae. Ils sont capables de sauter en l'air avant de plonger, afin de bénéficier d'un effet de surprise (probablement l'effet d'optique de la fenêtre de Snell) et ainsi d'attraper des proies plus lointaines.

## Liste des espèces
Selon le World Register of Marine Species (21 juin 2021) :

### Noms valides
- Tylosurus acus (Lacepède, 1803)
- Tylosurus choram (Rüppell, 1837)
- Tylosurus crocodilus (Péron & Lesueur, 1821)
- Tylosurus fodiator Jordan & Gilbert, 1882
- Tylosurus gavialoides (Castelnau, 1873)
- Tylosurus imperialis (Rafinesque, 1810)
- Tylosurus pacificus (Steindachner, 1876)
- Tylosurus punctulatus (Günther, 1872)

### Noms invalides
- Tylosurus annulatus (Valenciennes, 1846) synonyme de Tylosurus crocodilus crocodilus (Péron & Lesueur, 1821) (synonym)
- Tylosurus caeruleofasciatus Stead, 1908 synonyme de Ablennes hians (Valenciennes, 1846)
- Tylosurus cantrainei Cocco, 1833 synonyme de Tylosurus acus imperialis (Rafinesque, 1810)
- Tylosurus caribbaeus (LeSueur) synonyme de Tylosurus crocodilus crocodilus (Péron & Lesueur, 1821)
- Tylosurus chorum (Rüppell, 1837) synonyme de Tylosurus choram (Rüppell, 1837) (misspelling)
- Tylosurus crocodiles synonyme de Tylosurus crocodilus (Péron & Lesueur, 1821)
- Tylosurus crocodilis synonyme de Tylosurus crocodilus (Péron & Lesueur, 1821)
- Tylosurus euryops Bean & Dresel, 1884 synonyme de Strongylura timucu (Walbaum, 1792)
- Tylosurus giganteus (Temminck & Schlegel, 1846) synonyme de Tylosurus crocodilus crocodilus (Péron & Lesueur, 1821)
- Tylosurus gladius Bean, 1882 synonyme de Tylosurus crocodilus (Péron & Lesueur, 1821)
- Tylosurus hians (Valenciennes, 1846) synonyme de Ablennes hians (Valenciennes, 1846)
- Tylosurus howesi Ogilby, 1907 synonyme de Tylosurus gavialoides (Castelnau, 1873) (ambiguous synonym)
- Tylosurus impotens Ogilby, 1908 synonyme de Tylosurus gavialoides (Castelnau, 1873) (synonym)
- Tylosurus issajewi Gratzianov, 1907 synonyme de Strongylura anastomella (Valenciennes, 1846)
- Tylosurus jordani Starks, 1906 synonyme de Strongylura scapularis (Jordan & Gilbert, 1882)
- Tylosurus leiurus (Bleeker, 1850) synonyme de Strongylura leiura (Bleeker, 1850)
- Tylosurus macleayanus (Ogilby, 1886) synonyme de Tylosurus gavialoides (Castelnau, 1873)
- Tylosurus marinus (Walbaum, 1792) synonyme de Strongylura marina (Walbaum, 1792)
- Tylosurus melanota (Bleeker, 1850) synonyme de Tylosurus acus melanotus (Bleeker, 1850)
- Tylosurus melanotus (Bleeker, 1850) synonyme de Tylosurus acus melanotus (Bleeker, 1850) (synonym)
- Tylosurus philippinus Herre, 1928 synonyme de Tylosurus punctulatus (Günther, 1872)
- Tylosurus pterurus Osburn & Nichols, 1916 synonyme de Platybelone argalus pterura (Osburn & Nichols, 1916)
- Tylosurus raphidoma (Ranzani, 1842) synonyme de Tylosurus crocodilus crocodilus (Péron & Lesueur, 1821)
- Tylosurus sagitta Jordan & Gilbert, 1884 synonyme de Strongylura timucu (Walbaum, 1792)
- Tylosurus scapularis Jordan & Gilbert, 1882 synonyme de Strongylura scapularis (Jordan & Gilbert, 1882)
- Tylosurus sierrita Jordan & Gilbert, 1882 synonyme de Strongylura exilis (Girard, 1854)
- Tylosurus staigeri (Saville-Kent, 1893) synonyme de Tylosurus gavialoides (Castelnau, 1873)
- Tylosurus strongilurus (van Hasselt, 1823) synonyme de Strongylura strongylura (van Hasselt, 1823) (misspelling)
- Tylosurus strongylorus (van Hasselt, 1823) synonyme de Strongylura strongylura (van Hasselt, 1823) (misspelling)
- Tylosurus strongylura (van Hasselt, 1823) synonyme de Strongylura strongylura (van Hasselt, 1823)
- Tylosurus strongylurus (van Hasselt, 1823) synonyme de Strongylura strongylura (van Hasselt, 1823)
- Tylosurus terebra Whitley, 1927 synonyme de Strongylura incisa (Valenciennes, 1846)
- Tylosurus tyranus (Saville-Kent, 1893) synonyme de Tylosurus gavialoides (Castelnau, 1873) (misspelling)
- Tylosurus vorax (Saville-Kent, 1893) synonyme de Tylosurus gavialoides (Castelnau, 1873)

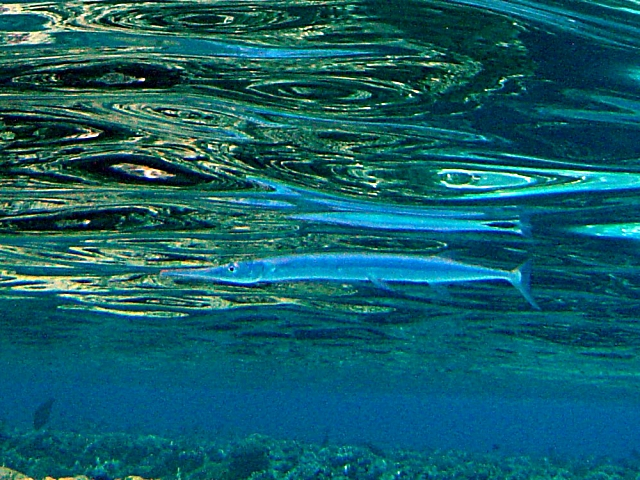
Tylosurus choram
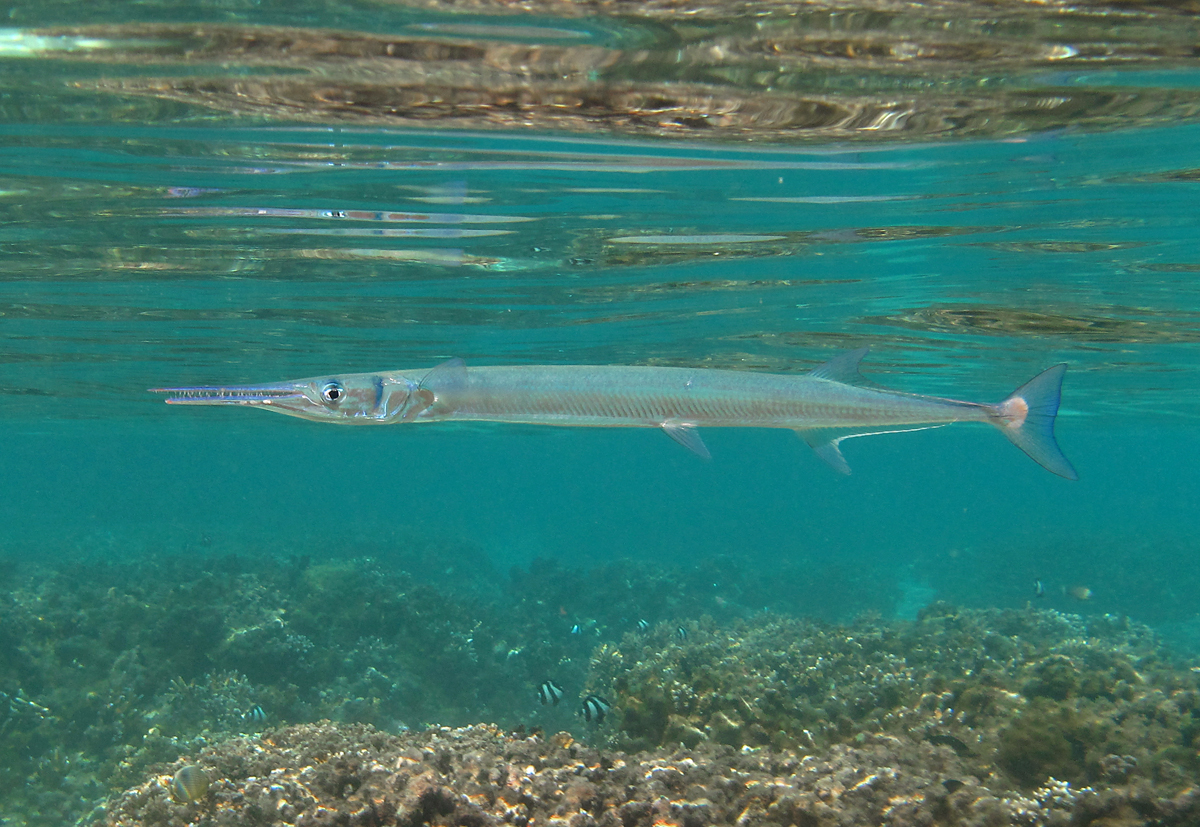
Tylosurus crocodilus

## Synonymes
Les genres suivants sont synonymes de Tylosurus selon GBIF (21 juin 2021) :
- Busuanga Herre, 1930
- Djulongius Whitley, 1935
- Lhotskia Whitley, 1933
- Thalassosteus Jordan, Evermann & Tanaka, 1927
- Thallasosteus
- Tylosaurus Cocco, 1833
- Tylurus Agassiz, 1846